# Инфибуляция
Инфибуля́ция (от лат. fibula — застёжка, фибула) — калечащая операция на гениталиях, создающая препятствия для полового акта.

## Женская инфибуляция
Женская инфибуляция представляет собой зашивание влагалища с целью обеспечения целомудрия женщины. При этом удаляются половые губы, остающаяся плоть сшивается, образуя отверстие для мочеиспускания.
Для того, чтобы после свадьбы была возможна половая жизнь, иногда новобрачной делается поперечный разрез, после чего во влагалище вставляется деревянный цилиндр, чтобы растянуть его до соответствующего размера. В некоторых странах есть обычай, согласно которому в первую брачную ночь муж ножом разрезает влагалище жены, затем повторяет половой акт, чтобы не дать ему вновь сомкнуться.
Впоследствии влагалищная область во время родов рассекается для выхода ребёнка, а после рождения сшивается вновь.
Исторически инфибуляция была распространённым явлением. В современном обществе широко распространена в странах Африки: Сомали, Судане, Джибути, Эритрее и Эфиопии
В большинстве других арабских и мусульманских стран, а также в странах, где проживают эмигранты из арабского и мусульманского мира, практикуются другие типы подобных операций.

## Мужская инфибуляция
Представляет собой зашивание крайней плоти для предотвращения полового акта, но не мастурбации. При зашивании оставляется маленькое отверстие для выпускания мочи.
Совершалось в античности и в средние века над рабами, а также добровольно — служителями мистических культов и некоторыми средневековыми монахами в целях аскетизма. Известно ещё в Египте эпохи фараонов.